# Kim Seong-gun
Kim Song-gun o Kim Seong-geun (en coreno:김성근, chonma, 1945) es un pintor norcoreano que trabaja en el Estudio de Arte Mansudae de Pionyang.
Estudió bellas artes en la Universidad de Pionyang y recibió el Premio del Pueblo en 1999 por Waves of the Sea Kumgan.